# Joeropsis karachiensis
Joeropsis karachiensis là một loài chân đều trong họ Joeropsididae. Loài này được Kazmi & Yousuf miêu tả khoa học năm 2003.